# Trí tuệ nhân tạo tổng quát
Trí tuệ nhân tạo tổng quát (Artificial general intelligence, hay AGI) là một loại trí tuệ nhân tạo (AI) trong lý thuyết, nằm giữa cận dưới và cận trên của năng lực nhận thức con người trong nhiều nhiệm vụ nhận thức khác nhau. Điều này đối lập với trí tuệ nhân tạo hẹp (narrow AI), vốn chỉ giới hạn ở các nhiệm vụ cụ thể. Trí tuệ siêu việt nhân tạo (Artificial superintelligence - ASI) là những dạng trí tuệ vượt trội so với giới hạn cao nhất của trí tuệ con người từ mức chênh lệch nhỏ đến mức vượt xa khả năng nhận thức của con người theo cấp số nhân. Trí tuệ nhân tạo tổng quát (AGI) được coi là một trong những định nghĩa của trí tuệ nhân tạo mạnh (strong AI).
Trí tuệ AGI có thể tương đương, phù hợp, khác biệt hoặc thậm chí có thể xuất hiện như một trí tuệ xa lạ so với trí tuệ con người, bao gồm một loạt các kiến trúc và khả năng nhận thức có thể bao trùm cả trí tuệ cấp độ con người.
Việc tạo ra AGI là một mục tiêu chính của nghiên cứu AI và của các công ty như OpenAI và Meta. Một cuộc khảo sát năm 2020 đã xác định có 72 dự án nghiên cứu và phát triển AGI đang hoạt động trải dài trên 37 quốc gia.
Lộ trình đạt được AGI vẫn là một chủ đề tranh luận đang diễn ra giữa các nhà nghiên cứu và chuyên gia. Tính đến năm 2024, một số cho rằng nó có thể đạt được trong vài năm hoặc thập kỷ; những người khác cho rằng có thể mất cả thế kỷ hoặc lâu hơn; một số ít người cho rằng nó có thể không bao giờ đạt được, trong khi một số ít khác khẳng định nó đã tồn tại. Nhà nghiên cứu AI nổi tiếng Geoffrey Hinton đã bày tỏ lo ngại về tiến bộ nhanh chóng hướng tới AGI, cho rằng nó có thể đạt được sớm hơn nhiều so với dự đoán của nhiều người.
Có tranh luận về định nghĩa chính xác của AGI và liệu các mô hình ngôn ngữ lớn (LLM) hiện đại như GPT-4 có phải là những dạng sơ khai của AGI hay không. AGI là một chủ đề phổ biến trong khoa học viễn tưởng và các nghiên cứu về tương lai.
Cũng có sự tranh cãi về việc AGI có đại diện cho nguy cơ hiện sinh (existential risk) từ trí tuệ nhân tạo tổng quát hay không. Nhiều cá nhân nổi tiếng trong lĩnh vực AI đã tuyên bố rằng việc giảm thiểu nguy cơ con người bị tuyệt chủng do AI cần được xem là ưu tiên toàn cầu. Những người khác cho rằng sự phát triển của AGI còn quá xa vời để có thể đặt ra nguy cơ như vậy.

## Thuật ngữ
Trí tuệ nhân tạo tổng quát (AGI) cũng được biết đến như là trí tuệ nhân tạo mạnh, trí tuệ nhân tạo đầy đủ, trí tuệ nhân tạo cấp độ con người hoặc hành động trí thông minh tổng quát. Tuy nhiên, một số nguồn học thuật dành thuật ngữ "trí tuệ nhân tạo mạnh" (strong AI) cho các chương trình máy tính có cảm nhận hoặc ý thức. Ngược lại, trí tuệ nhân tạo yếu (hoặc trí tuệ nhân tạo hẹp) có thể giải quyết một vấn đề cụ thể, nhưng thiếu khả năng nhận thức tổng quát. Một số nguồn học thuật sử dụng "trí tuệ nhân tạo yếu" (weak AI) để thay cho bất kỳ chương trình máy tính nào không có trải nghiệm ý thức hoặc không có tâm trí như con người.
Các khái niệm liên quan bao gồm siêu trí tuệ nhân tạo (superintelligence) và trí tuệ nhân tạo biến đổi (transformative AI). Một siêu trí tuệ nhân tạo (ASI) là một loại AGI giả định thông minh tổng quát hơn con người rất nhiều, trong khi khái niệm "trí tuệ nhân tạo biến đổi" liên quan đến AI có tác động lớn đến xã hội, ví dụ như cuộc cách mạng nông nghiệp hoặc công nghiệp.
Một khung phân loại AGI theo cấp độ đã được đề xuất vào năm 2023 bởi các nhà nghiên cứu của Google DeepMind. Họ định nghĩa năm cấp độ của AGI: sơ khai (emerging), thành thạo (competent), chuyên gia (expert), bậc thầy (virtuoso) và siêu phàm (superhuman). Ví dụ, một AGI thành thạo được định nghĩa là một AI vượt trội hơn 50% người có kỹ năng trong một loạt các nhiệm vụ phi vật lý, và một AGI siêu phàm được định nghĩa tương tự nhưng với ngưỡng 100%. Họ coi các mô hình ngôn ngữ lớn như ChatGPT hoặc LLaMA 2 là những ví dụ của AGI sơ khai.

## Đặc điểm
Đã có nhiều định nghĩa phổ biến về trí tuệ được đề xuất. Một trong những đề xuất hàng đầu là phép thử Turing. Tuy nhiên, có những định nghĩa nổi tiếng khác, và một số nhà nghiên cứu đã không đồng ý với các cách tiếp cận phổ biến hơn.

### Đặc điểm của trí tuệ
Tuy nhiên, các nhà nghiên cứu thường cho rằng trí tuệ cần có khả năng thực hiện tất cả những điều sau:
- lý luận, sử dụng chiến lược, giải câu đố và đưa ra phán đoán trong điều kiện bất định
- biểu diễn tri thức, bao gồm cả kiến thức thông thường
- lập kế hoạch
- học
- giao tiếp bằng ngôn ngữ tự nhiên
- nếu cần thiết, tích hợp những kỹ năng này để hoàn thành bất kỳ mục tiêu nào

Nhiều cách tiếp cận liên ngành (ví dụ như khoa học nhận thức, trí tuệ tính toán và khả năng ra quyết định) xem xét thêm các đặc điểm như tưởng tượng (khả năng hình thành hình ảnh và khái niệm tinh thần mới) và sự tự chủ.
Các hệ thống máy tính hiện nay thể hiện nhiều khả năng này đã tồn tại. Có tranh luận về việc liệu các hệ thống AI hiện đại có sở hữu chúng ở mức độ đủ hay không.

### Đặc điểm vật lý
Các khả năng khác được coi là mong muốn trong các hệ thống thông minh, vì chúng có thể ảnh hưởng đến trí thông minh hoặc hỗ trợ trong việc biểu hiện nó. Bao gồm:
- khả năng cảm nhận (ví dụ, nhìn, nghe, v.v.), và
- khả năng hành động (ví dụ, di chuyển và thao tác các vật thể, thay đổi vị trí để khám phá, v.v.)

Điều này bao gồm khả năng phát hiện và phản ứng với nguy hiểm.

### Các bài kiểm tra cho AGI cấp độ con người
Đã có nhiều bài kiểm tra nhằm xác nhận TTNT tổng quát cấp độ con người được đề xuất, bao gồm:
Bài kiểm tra Turing (Turing)
Được đề xuất bởi Alan Turing trong bài báo năm 1950 "Máy tính và Trí tuệ", bài kiểm tra này liên quan đến việc một giám khảo con người tham gia vào các cuộc hội thoại với một con người và một máy được thiết kế để tạo ra các phản hồi giống con người. Máy vượt qua bài kiểm tra nếu nó có thể thuyết phục giám khảo rằng nó là con người. Turing đề xuất đây như là một thước đo thực tế của trí thông minh máy, tập trung vào khả năng tạo ra các phản hồi giống con người hơn là hoạt động nội bộ của máy.
Turing mô tả bài kiểm tra như sau:
Ý tưởng của bài kiểm tra là máy phải cố gắng giả làm một người đàn ông, bằng cách trả lời các câu hỏi được đặt ra cho nó, và nó chỉ vượt qua nếu sự giả vờ đó đủ thuyết phục. Một phần ban giám khảo, những người không phải là chuyên gia về máy móc, phải bị lừa bởi sự giả vờ đó.

Năm 2014, một chatbot có tên là Eugene Goostman, được thiết kế để bắt chước một cậu bé Ukraina 13 tuổi, được cho là đã vượt qua sự kiện Bài kiểm tra Turing bằng cách thuyết phục 33% giám khảo rằng nó là con người. Tuy nhiên, tuyên bố này đã gặp phải sự hoài nghi lớn từ cộng đồng nghiên cứu AI, nhiều người đặt câu hỏi về phương thức triển khai bài kiểm tra và sự liên quan của nó đến TTNT tổng quát.
Bài kiểm tra Sinh viên Đại học Robot (Goertzel)
Một AI đăng ký vào một trường đại học, tham gia và vượt qua các lớp học giống như con người, và nhận được bằng cấp. Các mô hình ngôn ngữ lớn (LLM) hiện nay có thể vượt qua các kỳ thi cấp độ đại học mà không cần tham dự các lớp học.
Bài kiểm tra Việc làm (Nilsson)
Một AI thực hiện một công việc quan trọng về mặt kinh tế ít nhất cũng tốt như con người trong cùng công việc. AI hiện đang thay thế con người trong nhiều vai trò đa dạng từ thức ăn nhanh đến tiếp thị.
Bài kiểm tra Ikea (Marcus)
Còn được gọi là Bài kiểm tra Lắp ráp Nội thất Phẳng. Một AI xem các bộ phận và hướng dẫn của một sản phẩm lắp ráp Ikea, sau đó điều khiển một robot để lắp ráp đồ nội thất chính xác.
Bài kiểm tra Cà phê (Wozniak)
Một AI được yêu cầu vào một ngôi nhà Mỹ trung bình và tìm hiểu cách pha cà phê: tìm máy pha cà phê, tìm cà phê, thêm nước, tìm cốc, và pha cà phê bằng cách nhấn các nút thích hợp. Điều này vẫn chưa được hoàn thành.
Bài kiểm tra Turing Hiện đại (Suleyman)
Một mô hình AI được cung cấp 100.000 đô la và phải kiếm được 1 triệu đô la.

### Các vấn đề AI-hoàn chỉnh
Một vấn đề khác được gọi bằng một cách tên không chính thức là "AI-hoàn chỉnh", "AI-đầy đủ" hoặc "AI-khó", nếu muốn giải quyết nó, cần phải triển khai TTNT tổng quát, vì giải pháp nằm ngoài khả năng của một thuật toán chuyên dụng.
Có nhiều vấn đề được cho rằng cần có trí thông minh tổng quát để giải quyết như một con người. Ví dụ bao gồm thị giác máy tính, hiểu ngôn ngữ tự nhiên, và xử lý các tình huống bất ngờ khi giải quyết bất kỳ vấn đề thực tế nào. Thậm chí một nhiệm vụ cụ thể như dịch thuật yêu cầu máy phải đọc và viết ở cả hai ngôn ngữ, hiểu lập luận của tác giả (lý luận), hiểu bối cảnh (kiến thức), và tái tạo trung thực ý định ban đầu của tác giả. Tất cả những vấn đề này cần được giải quyết đồng thời để đạt được hiệu suất máy móc ở cấp độ con người.
Tuy nhiên, nhiều nhiệm vụ này hiện có thể được thực hiện bởi các mô hình ngôn ngữ lớn hiện đại. Theo chỉ số AI năm 2024 của Đại học Stanford, AI đã đạt được hiệu suất cấp độ con người trên nhiều tiêu chuẩn về đọc hiểu và lý luận hình ảnh.

## Lịch sử

### Trí tuệ nhân tạo cổ điển
Nghiên cứu AI hiện đại bắt đầu vào giữa những năm 1950. Những nhà nghiên cứu AI đầu tiên tin rằng trí tuệ nhân tạo tổng quát là khả thi và sẽ xuất hiện chỉ trong vài thập kỷ. Nhà tiên phong AI Herbert A. Simon viết năm 1965: "Trong vòng hai mươi năm, máy móc sẽ có khả năng làm bất kỳ công việc nào mà con người có thể làm."
Những dự đoán của họ đã truyền cảm hứng cho nhân vật HAL 9000 của Stanley Kubrick và Arthur C. Clarke, người đại diện cho những gì các nhà nghiên cứu AI tin rằng họ có thể tạo ra vào năm 2001. Nhà tiên phong AI Marvin Minsky là cố vấn cho dự án làm cho HAL 9000 thực tế nhất có thể, dựa trên các dự đoán lúc bấy giờ. Ông nói năm 1967: "Trong vòng một thế hệ... vấn đề tạo ra 'trí tuệ nhân tạo' sẽ được giải quyết cơ bản."
Một số dự án AI cổ điển, như dự án Cyc của Doug Lenat (bắt đầu năm 1984) và dự án Soar của Allen Newell, hướng đến trí tuệ nhân tạo tổng quát.
Nhưng vào đầu những năm 1970, rõ ràng là các nhà nghiên cứu đã đánh giá thấp độ khó của dự án. Các cơ quan tài trợ trở nên hoài nghi về trí tuệ nhân tạo tổng quát và gây áp lực lên các nhà nghiên cứu để tạo ra "AI ứng dụng" hữu ích.
Vào đầu những năm 1980, Dự án Máy tính Thế hệ thứ năm của Nhật Bản khơi dậy lại sự quan tâm đến trí tuệ nhân tạo tổng quát, lập kế hoạch một dự án mười năm với các mục tiêu như "thực hiện một cuộc trò chuyện bình thường". Đáp lại điều này và sự thành công của các hệ chuyên gia, cả ngành công nghiệp và chính phủ đã đầu tư mạnh vào lĩnh vực này. Tuy nhiên, vào cuối những năm 1980, niềm tin vào AI sụp đổ đáng kể, và các mục tiêu của Dự án Máy tính Thế hệ thứ năm không bao giờ được hoàn thành. Lần thứ hai trong 20 năm, các nhà nghiên cứu AI dự đoán sai về sự xuất hiện sắp tới của trí tuệ nhân tạo tổng quát. Đến những năm 1990, các nhà nghiên cứu AI nổi tiếng với những lời hứa hão huyền. Họ trở nên do dự trong việc đưa ra bất kỳ dự đoán nào và tránh nhắc đến "AI cấp độ con người" vì sợ bị gọi là "những kẻ mơ mộng viển vông".

### Nghiên cứu về trí tuệ nhân tạo hẹp
Trong những năm 1990 và đầu thế kỷ 21, AI chính thống đã đạt được thành công thương mại và được công nhận trong học thuật bằng cách tập trung vào các vấn đề nhỏ cụ thể, nơi AI có thể tạo ra kết quả có thể kiểm chứng và ứng dụng thương mại, như nhận dạng giọng nói và hệ thống gợi ý. Các hệ thống "AI ứng dụng" này hiện đang được sử dụng rộng rãi trong ngành công nghệ, và nghiên cứu trong lĩnh vực này được tài trợ mạnh mẽ từ cả học viện và công nghiệp. Vào năm 2018, sự phát triển trong lĩnh vực này được coi là một xu hướng mới nổi, và người ta dự đoán rằng sẽ đạt đến giai đoạn trưởng thành trong hơn 10 năm nữa.
Vào đầu thế kỷ, nhiều nhà nghiên cứu AI chính thống hy vọng rằng trí tuệ nhân tạo mạnh có thể được phát triển bằng cách kết hợp các chương trình giải quyết các vấn đề con khác nhau. Hans Moravec đã viết vào năm 1988:
"Tôi tin rằng phương pháp tiếp cận từ dưới lên này đối với trí tuệ nhân tạo sẽ cuối cùng gặp gỡ phương pháp từ trên xuống truyền thống, sẵn sàng cung cấp năng lực thực tế và kiến thức thường thức mà các chương trình lý luận đã khó khăn đạt được. Những cỗ máy hoàn toàn thông minh sẽ xuất hiện khi hai nỗ lực này được hợp nhất."
Tuy nhiên, ngay lúc đó, một số người không đồng ý. Ví dụ, Stevan Harnad của Đại học Princeton đã kết luận bài báo năm 1990 của mình về giả thuyết nền tảng ký hiệu bằng cách nói:
"Mọi người thường kỳ vọng rằng các phương pháp 'từ trên xuống' (biểu tượng) để mô hình hóa nhận thức sẽ bằng cách nào đó gặp gỡ các phương pháp 'từ dưới lên' (cảm giác) ở giữa. Nếu những cân nhắc về nền tảng trong bài báo này là đúng, thì kỳ vọng này là quá phân mảnh, và thực sự chỉ có một con đường khả thi từ cảm giác đến biểu tượng: bắt đầu từ nền tảng. Một mức độ biểu tượng tự do như mức phần mềm của máy tính sẽ không bao giờ đạt được bằng con đường này (hoặc ngược lại). Cũng không rõ tại sao chúng ta thậm chí nên cố gắng đạt đến mức đó, vì dường như việc đến đó chỉ làm cho các biểu tượng của chúng ta mất đi ý nghĩa nội tại của chúng (do đó chỉ giảm chúng ta xuống tương đương chức năng của một máy tính có thể lập trình được)."

### Nghiên cứu hiện đại về trí tuệ nhân tạo tổng quát
Thuật ngữ "trí tuệ nhân tạo tổng quát" được sử dụng sớm nhất vào năm 1997 bởi Mark Gubrud trong một thảo luận về tác động của sản xuất và hoạt động quân sự hoàn toàn tự động. Vào năm 2000, Marcus Hutter đã đề xuất một mô hình toán học của AGI. Được đặt tên là AIXI, tác nhân AGI được đề xuất tối đa hóa "khả năng thỏa mãn mục tiêu trong một loạt các môi trường". Loại AGI này, đặc trưng bởi khả năng tối đa hóa một định nghĩa toán học của trí thông minh thay vì thể hiện hành vi giống con người, cũng được gọi là "trí tuệ nhân tạo phổ quát" (universal artificial intelligence).
Thuật ngữ AGI được Shane Legg và Ben Goertzel giới thiệu lại và phổ biến vào khoảng năm 2002. Vào năm 2006, hoạt động nghiên cứu AGI được Pei Wang và Ben Goertzel mô tả là "đang tạo ra các ấn phẩm và kết quả ban đầu". Trường hè đầu tiên về AGI được tổ chức tại Hạ Môn, Trung Quốc vào năm 2009 bởi Phòng thí nghiệm Não nhân tạo của Đại học Hạ Môn và OpenCog. Khóa học đại học đầu tiên được giảng dạy vào năm 2010 và 2011 tại Đại học Plovdiv, Bulgaria bởi Todor Arnaudov. Vào năm 2018, MIT đã giới thiệu một khóa học về AGI, được tổ chức bởi Lex Fridman và có sự tham gia của nhiều giảng viên khách mời.
Tính đến năm 2023, một số ít nhà khoa học máy tính đang tích cực trong nghiên cứu AGI, và nhiều người đóng góp vào chuỗi hội nghị AGI. Tuy nhiên, ngày càng nhiều nhà nghiên cứu quan tâm đến "học tập mở", là ý tưởng cho phép AI liên tục học hỏi và đổi mới như con người.

### Tính khả thi
Vào năm 2023, trong cộng đồng AI vẫn đang có nhiều tranh luận về việc phát triển và khả năng đạt được Trí tuệ nhân tạo tổng quát (AGI). Trước đây, hầu hết mọi người nghĩ rằng AGI là một mục tiêu xa vời. Nhưng tiến bộ gần đây đã khiến một số nhà nghiên cứu và lãnh đạo trong ngành nói rằng những hình thức ban đầu của AGI có thể đã tồn tại.
Năm 1965, người tiên phong về AI Herbert A. Simon dự đoán rằng "trong vòng hai mươi năm, máy móc sẽ có khả năng làm bất kỳ công việc nào mà con người có thể làm". Nhưng dự đoán này đã không trở thành hiện thực. Nhà đồng sáng lập Microsoft Paul Allen cho rằng trí tuệ như vậy khó có thể xuất hiện trong thế kỷ 21. Ông nói rằng nó sẽ cần những "đột phá không thể dự đoán và cơ bản" và một "hiểu biết khoa học sâu sắc về nhận thức". Nhà robot học Alan Winfield, viết trên The Guardian, nói rằng khoảng cách giữa máy tính hiện đại và trí tuệ nhân tạo ở mức con người lớn như khoảng cách giữa chuyến bay vũ trụ hiện nay và chuyến bay vũ trụ nhanh hơn ánh sáng.
Một thách thức khác là chúng ta chưa rõ trí tuệ nghĩa là gì. Nó có cần ý thức không? Nó phải thể hiện khả năng đặt mục tiêu và theo đuổi chúng? Nó chỉ là vấn đề quy mô, nên nếu mô hình đủ lớn, trí tuệ sẽ xuất hiện? Các khả năng như lập kế hoạch, lý luận và hiểu nguyên nhân-kết quả có cần thiết không? Trí tuệ có cần sao chép bộ não và các khả năng cụ thể của nó? Nó có cần cảm xúc không?
Hầu hết các nhà nghiên cứu AI nghĩ rằng AI mạnh có thể đạt được trong tương lai, nhưng một số nhà tư tưởng như Hubert Dreyfus và Roger Penrose nói rằng không thể đạt được AI mạnh. John McCarthy là người tin rằng AI ở mức con người sẽ được đạt tới, nhưng ông nói rằng tiến bộ hiện tại khiến chúng ta không thể dự đoán chính xác thời gian. Ý kiến của các chuyên gia AI về khả năng của AGI thay đổi lên xuống. Bốn cuộc khảo sát vào năm 2012 và 2013 cho thấy ước tính trung bình của các chuyên gia về thời điểm họ 50% chắc chắn AGI sẽ xuất hiện là từ 2040 đến 2050, tùy thuộc vào khảo sát, với trung bình là năm 2081. Khi được hỏi cùng câu hỏi nhưng với mức độ chắc chắn 90%, 16,5% chuyên gia trả lời là "không bao giờ". Có thể tìm hiểu thêm về tiến độ AGI hiện tại ở phần trên Các bài kiểm tra cho AGI cấp độ con người.
Một báo cáo của Stuart Armstrong và Kaj Sotala từ Viện Nghiên cứu Trí tuệ Máy móc (Machine Intelligence Research Institute) cho thấy rằng trong khoảng thời gian 60 năm, mọi người có xu hướng mạnh mẽ dự đoán rằng AI ở mức con người sẽ xuất hiện trong vòng 15 đến 25 năm kể từ khi dự đoán được đưa ra. Họ đã phân tích 95 dự đoán được thực hiện từ năm 1950 đến 2012 về thời điểm AI ở mức con người sẽ đến.
Năm 2023, các nhà nghiên cứu của Microsoft đã công bố một đánh giá chi tiết về GPT-4. Họ kết luận: "Với độ rộng và sâu của khả năng GPT-4, chúng tôi tin rằng nó có thể được xem như một phiên bản sớm (nhưng vẫn chưa hoàn chỉnh) của một hệ thống trí tuệ nhân tạo tổng quát (AGI)." Một nghiên cứu khác vào năm 2023 cho biết GPT-4 vượt trội hơn 99% con người trong các bài kiểm tra Torrance về tư duy sáng tạo.
Năm 2023 cũng đánh dấu sự xuất hiện của các mô hình đa phương thức lớn (các mô hình ngôn ngữ lớn có khả năng xử lý hoặc tạo ra nhiều dạng dữ liệu như văn bản, âm thanh và hình ảnh).
Năm 2024, OpenAI ra mắt o1-preview, mẫu đầu tiên trong loạt mô hình "dành nhiều thời gian suy nghĩ trước khi trả lời". Theo Mira Murati, khả năng suy nghĩ trước khi đáp ứng này đại diện cho một mô hình mới, bổ sung. Nó cải thiện đầu ra của mô hình bằng cách sử dụng nhiều sức mạnh tính toán hơn khi tạo ra câu trả lời, trong khi mô hình mở rộng quy mô cải thiện đầu ra bằng cách tăng kích thước mô hình, dữ liệu đào tạo và sức mạnh tính toán đào tạo.

### Thang thời gian

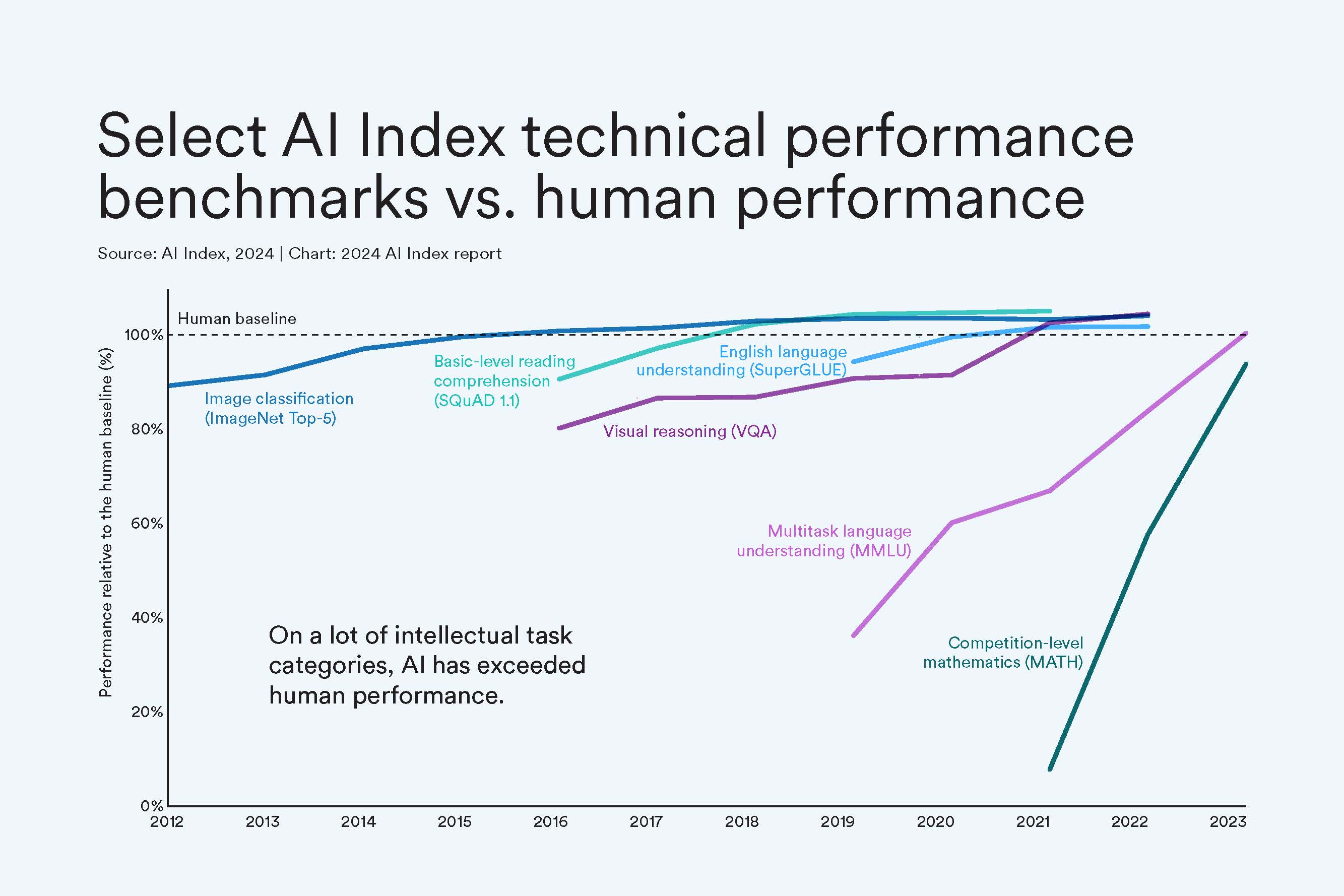
AI đã vượt trội hơn con người trong nhiều bài kiểm tra về hiểu ngôn ngữ và hình ảnh. Tính đến năm 2023, các mô hình nền tảng vẫn chưa có khả năng suy luận và lập kế hoạch nâng cao, nhưng nhiều người mong đợi chúng tiến bộ nhanh chóng.

Trong quá khứ, tiến bộ trong trí tuệ nhân tạo đã có những thời kỳ tiến bộ nhanh chóng, sau đó là những thời kỳ tiến bộ dường như ngừng lại. Mỗi khi tiến bộ tiếp tục, đó là nhờ vào những phát triển quan trọng mới trong phần cứng, phần mềm hoặc cả hai, cho phép những tiến bộ tiếp theo. Ví dụ, trong thế kỷ 20, phần cứng máy tính không đủ mạnh để thực hiện học sâu, điều này cần nhiều CPU có hỗ trợ GPU.
Trong phần giới thiệu cuốn sách năm 2006 của mình, Goertzel nói rằng ước tính thời gian cần thiết để xây dựng một trí tuệ nhân tạo tổng quát thực sự linh hoạt dao động từ 10 năm đến hơn một thế kỷ. Tính đến  năm 2007, sự đồng thuận trong cộng đồng nghiên cứu AGI cho rằng mốc thời gian được thảo luận bởi Ray Kurzweil vào năm 2005 trong The Singularity Is Near (tức là từ 2015 đến 2045) dường như là hợp lý. Các nhà nghiên cứu AI chính thống đã đưa ra nhiều ý kiến khác nhau về việc tiến bộ có nhanh như vậy hay không. Một phân tích tổng hợp năm 2012 của 95 ý kiến như vậy cho thấy có xu hướng dự đoán rằng AGI sẽ xuất hiện trong vòng 16–26 năm đối với cả dự đoán hiện tại lẫn quá khứ. Bài báo đó đã bị chỉ trích về cách phân loại ý kiến là chuyên gia (expert) hay không chuyên gia (non-expert).
Năm 2012, Alex Krizhevsky, Ilya Sutskever và Geoffrey Hinton đã phát triển một mạng nơ-ron gọi là AlexNet, đã giành chiến thắng trong cuộc thi ImageNet với tỷ lệ lỗi kiểm tra top-5 là 15,3%, tốt hơn nhiều so với tỷ lệ 26,3% của người về thứ hai (phương pháp truyền thống sử dụng tổng trọng số của điểm số từ các bộ phân loại được xác định trước khác nhau). AlexNet được coi là điểm khởi đầu của làn sóng học sâu hiện nay.
Năm 2017, các nhà nghiên cứu Feng Liu, Yong Shi và Ying Liu đã thực hiện các bài kiểm tra trí thông minh trên các AI yếu có sẵn công khai và truy cập miễn phí như Google AI, Siri của Apple và những AI khác. Tối đa, các AI này đạt giá trị IQ khoảng 47, tương đương với một đứa trẻ sáu tuổi học lớp một. Một người lớn trung bình đạt khoảng 100. Các bài kiểm tra tương tự được thực hiện vào năm 2014, với điểm IQ đạt tối đa là 27.
Năm 2020, OpenAI phát triển GPT-3, một mô hình ngôn ngữ có khả năng thực hiện nhiều nhiệm vụ khác nhau mà không cần đào tạo cụ thể. Theo Gary Grossman trong một bài viết của VentureBeat, mặc dù có sự đồng thuận rằng GPT-3 không phải là một ví dụ về trí tuệ nhân tạo tổng quát, nhưng một số người coi nó quá tiên tiến để được phân loại là một hệ thống AI hẹp.
Cùng năm đó, Jason Rohrer sử dụng tài khoản GPT-3 của mình để phát triển một chatbot và cung cấp một nền tảng phát triển chatbot gọi là "Project December". OpenAI yêu cầu thay đổi chatbot để tuân thủ hướng dẫn an toàn của họ; Rohrer đã ngắt kết nối Project December khỏi API GPT-3.
Năm 2022, DeepMind phát triển Gato, một hệ thống "đa năng" có khả năng thực hiện hơn 600 nhiệm vụ khác nhau.
Năm 2023, Microsoft Research công bố một nghiên cứu về phiên bản đầu tiên của GPT-4 của OpenAI, cho rằng nó thể hiện trí thông minh tổng quát hơn các mô hình AI trước đây và cho thấy hiệu suất ở mức con người trong các nhiệm vụ trên nhiều lĩnh vực như toán học, lập trình và luật. Nghiên cứu này đã gây ra cuộc tranh luận về việc liệu GPT-4 có thể được coi là một phiên bản sớm, chưa hoàn thiện của trí tuệ nhân tạo tổng quát, nhấn mạnh sự cần thiết phải khám phá và đánh giá thêm các hệ thống như vậy.
Năm 2023, nhà nghiên cứu AI Geoffrey Hinton tuyên bố rằng:
Ý tưởng rằng những thứ này thực sự có thể thông minh hơn con người – một vài người đã tin điều đó, [...]. Nhưng hầu hết mọi người nghĩ rằng nó còn xa lắm. Và tôi cũng nghĩ nó còn xa. Tôi nghĩ nó cần 30 đến 50 năm hoặc thậm chí lâu hơn. Rõ ràng, tôi không còn nghĩ như vậy nữa.

Tháng 5 năm 2023, Demis Hassabis cũng nói rằng "Tiến bộ trong vài năm qua thật đáng kinh ngạc", và ông không thấy lý do gì nó sẽ chậm lại, dự đoán AGI trong vòng một thập kỷ hoặc thậm chí vài năm. Tháng 3 năm 2024, CEO của Nvidia, Jensen Huang, tuyên bố ông kỳ vọng rằng trong vòng năm năm, AI sẽ có khả năng ít nhất vượt qua bất kỳ bài kiểm tra nào cũng như con người. Tháng 6 năm 2024, nhà nghiên cứu AI Leopold Aschenbrenner, một cựu nhân viên của OpenAI, ước tính AGI vào năm 2027 là "đáng kinh ngạc".

## Mô phỏng toàn bộ não bộ
Mọi người coi việc phát triển các mô hình ngôn ngữ lớn là con đường hứa hẹn nhất đến Trí tuệ nhân tạo tổng quát, nhưng mô phỏng toàn bộ não bộ có thể là một cách tiếp cận khác. Với mô phỏng toàn bộ não bộ, chúng ta xây dựng một mô hình não bằng cách quét và lập bản đồ chi tiết một bộ não sinh học, sau đó sao chép và mô phỏng nó trên một hệ thống máy tính hoặc thiết bị tính toán khác. Mô hình mô phỏng phải đủ trung thực với bản gốc, để nó hoạt động gần như giống hệt bộ não ban đầu. "Mô phỏng toàn bộ não bộ" là một loại mô phỏng não, được thảo luận trong "khoa học thần kinh tính toán" (computational neuroscience) và "tin học thần kinh" (neuroinformatics), và được dùng cho mục đích nghiên cứu y học. Nó đã được thảo luận trong nghiên cứu trí tuệ nhân tạo như một cách tiếp cận đến AI mạnh. Các công nghệ hình ảnh thần kinh có thể cung cấp sự hiểu biết chi tiết cần thiết, đang cải thiện nhanh chóng. Nhà tương lai học Ray Kurzweil trong cuốn sách The Singularity Is Near dự đoán rằng một bản đồ chất lượng đủ sẽ có mặt cùng lúc với sức mạnh tính toán cần thiết để mô phỏng nó.

### Ước tính ban đầu

Ước tính về lượng sức mạnh xử lý cần thiết để mô phỏng bộ não con người ở các mức độ khác nhau (từ Ray Kurzweil, Anders Sandberg và Nick Bostrom), cùng với siêu máy tính nhanh nhất từ TOP500 theo năm. Lưu ý thang đo logarit và đường xu hướng theo hàm mũ, giả định khả năng tính toán tăng gấp đôi mỗi 1,1 năm. Kurzweil tin rằng việc tải lên tâm trí (mind uploading) sẽ khả thi ở mức mô phỏng thần kinh, trong khi báo cáo của Sandberg và Bostrom không chắc chắn về nơi mà ý thức xuất hiện.

Để mô phỏng bộ não ở mức độ thấp, chúng ta cần một cụm máy tính hoặc GPU rất mạnh, vì bộ não con người có số lượng khổng lồ các khớp thần kinh. Mỗi trong số 1011 (100 tỷ) tế bào thần kinh có trung bình 7.000 kết nối synap (khớp thần kinh) tới các tế bào thần kinh khác. Bộ não của một đứa trẻ ba tuổi có khoảng 1015 synap (1 triệu tỷ). Con số này giảm theo tuổi và ổn định khi trưởng thành. Đối với người trưởng thành, ước tính dao động từ 1014 đến 5×1014 synap (100 đến 500 nghìn tỷ). Một ước tính về sức mạnh xử lý của não, dựa trên mô hình công tắc đơn giản cho hoạt động của tế bào thần kinh, là khoảng 1014 (100 nghìn tỷ) cập nhật synap mỗi giây (synaptic updates per second - SUPS).
Năm 1997, Kurzweil xem xét các ước tính khác nhau cho phần cứng cần thiết để bằng bộ não con người và chọn con số 1016 tính toán mỗi giây (cps). (Để so sánh, nếu một "tính toán" bằng một "phép tính dấu phẩy động - floating-point operation" (một thước đo được sử dụng để đánh giá các siêu máy tính hiện tại) thì 1016 tính toán sẽ tương đương với 10 petaFLOPS, đạt được vào năm 2011, trong khi 1018 đạt được vào năm 2022.) Ông sử dụng con số này để dự đoán rằng phần cứng cần thiết sẽ có sẵn vào khoảng từ năm 2015 đến 2025, nếu sự tăng trưởng theo hàm mũ của sức mạnh tính toán tiếp tục.

### Nghiên cứu hiện tại
Dự án Human Brain Project, một sáng kiến được EU tài trợ hoạt động từ năm 2013 đến 2023, đã phát triển một bản đồ chi tiết và công khai của bộ não con người. Năm 2023, các nhà nghiên cứu từ Đại học Duke đã thực hiện quét độ phân giải cao của bộ não chuột. Một siêu máy tính có khả năng tính toán tương tự như bộ não con người dự kiến sẽ ra mắt vào tháng 4 năm 2024. Được gọi là "DeepSouth", nó có thể thực hiện 228 nghìn tỷ hoạt động synap mỗi giây.

### Phê bình về các cách tiếp cận dựa trên mô phỏng
Mô hình "tế bào thần kinh nhân tạo" (artificial neuron model) mà Kurzweil giả định và được sử dụng trong nhiều triển khai mạng thần kinh nhân tạo hiện tại là đơn giản so với các tế bào thần kinh sinh học. Một mô phỏng não có lẽ cần phải nắm bắt hành vi tế bào chi tiết của các tế bào thần kinh sinh học, mà hiện tại chúng ta chỉ hiểu một cách tổng quát. Việc mô hình đầy đủ các chi tiết sinh học, hóa học và vật lý của hành vi thần kinh (đặc biệt ở cấp độ phân tử) sẽ đòi hỏi sức mạnh tính toán lớn hơn nhiều bậc so với ước tính của Kurzweil. Thêm vào đó, các ước tính không tính đến các tế bào thần kinh đệm, khi chúng có vai trò trong các quá trình nhận thức.
Một chỉ trích cơ bản về cách tiếp cận mô phỏng não bắt nguồn từ lý thuyết "nhận thức nhập thể" (embodied cognition), cho rằng cơ thể con người là một khía cạnh thiết yếu của trí thông minh con người và cần thiết để làm nền tảng cho ý nghĩa. Nếu lý thuyết này đúng, bất kỳ mô hình não đầy đủ chức năng nào cũng cần bao gồm nhiều hơn chỉ các tế bào thần kinh (ví dụ, một cơ thể robot). Goertzel đề xuất sự nhập thể ảo (như trong các metaverse như Second Life) là một lựa chọn, nhưng chúng ta không biết liệu điều này có đủ hay không.

## Góc nhìn triết học

### "Trí tuệ nhân tạo mạnh" theo định nghĩa trong triết học
Năm 1980, nhà triết học John Searle đã tạo ra thuật ngữ "trí tuệ nhân tạo mạnh" như một phần của lập luận Căn phòng tiếng Trung Quốc của ông. Ông đưa ra sự phân biệt giữa hai giả thuyết về trí tuệ nhân tạo:
- Giả thuyết trí tuệ nhân tạo mạnh (strong AI): Một hệ thống trí tuệ nhân tạo có thể có "tâm trí" và "ý thức".
- Giả thuyết trí tuệ nhân tạo yếu (weak AI): Một hệ thống trí tuệ nhân tạo (chỉ) có thể hành động như nó suy nghĩ và có tâm trí và ý thức.

Giả thuyết đầu tiên ông gọi là "mạnh" vì nó có khả năng "mạnh" hơn: khi ông cho rằng điều này xảy ra với máy móc vượt quá khả năng mà chúng ta có thể kiểm tra. Hành vi của một máy "trí tuệ nhân tạo yếu" sẽ chính xác giống như máy "trí tuệ nhân tạo mạnh", nhưng "trí tuệ nhân tạo mạnh" cũng sẽ có trải nghiệm ý thức chủ quan. Cách sử dụng này cũng phổ biến trong nghiên cứu học thuật AI và sách giáo khoa.
Trái ngược với Searle và AI chính thống, một số nhà "tương lai học" như Ray Kurzweil sử dụng thuật ngữ "trí tuệ nhân tạo mạnh" để chỉ "trí tuệ nhân tạo tổng quát cấp độ con người". Điều này không giống với "trí tuệ nhân tạo mạnh" của Searle, trừ khi chúng ta cho rằng ý thức là cần thiết cho trí tuệ nhân tạo tổng quát ở cấp độ con người. Các triết gia học thuật như Searle không tin rằng đó là trường hợp, và đối với hầu hết các nhà nghiên cứu trí tuệ nhân tạo, câu hỏi này nằm ngoài phạm vi của họ.
AI chính thống chủ yếu quan tâm đến cách một chương trình hoạt động. Theo Russell và Norvig, "miễn là chương trình hoạt động, họ không quan tâm nếu bạn gọi nó là thực hay mô phỏng." Nếu chương trình có thể hành xử như thể nó có một tâm trí, thì không cần biết nó thực sự có tâm trí hay không – thực tế, sẽ không có cách nào để biết. Đối với nghiên cứu AI, "giả thuyết trí tuệ nhân tạo yếu" của Searle tương đương với việc nói "trí tuệ nhân tạo tổng quát là khả thi". Do đó, theo Russell và Norvig, "hầu hết các nhà nghiên cứu AI chấp nhận giả thuyết AI yếu là hiển nhiên, và không quan tâm đến giả thuyết AI mạnh." Vì vậy, đối với nghiên cứu học thuật AI, "trí tuệ nhân tạo mạnh" và "trí tuệ nhân tạo tổng quát" là hai thứ khác nhau.

### Ý thức
Ý thức có thể có nhiều ý nghĩa khác nhau, và một số khía cạnh đóng vai trò quan trọng trong khoa học viễn tưởng và đạo đức trí tuệ nhân tạo:
- cảm giác ("sentience" hoặc "ý thức hiện tượng"): Khả năng "cảm nhận" nhận thức hoặc cảm xúc một cách chủ quan, trái ngược với khả năng lý luận về nhận thức. Một số triết gia, như David Chalmers, sử dụng thuật ngữ "ý thức" để chỉ riêng ý thức hiện tượng, tương đương với tri giác.[115] Tìm hiểu tại sao và như thế nào trải nghiệm chủ quan xuất hiện được gọi là "vấn đề khó về ý thức".[116] Thomas Nagel giải thích vào năm 1974 rằng ý thức "giống như cảm giác" gì đó. Nếu chúng ta không có ý thức, thì không cảm thấy gì cả. Nagel sử dụng ví dụ về con dơi: chúng ta có thể hỏi "cảm giác như thế nào khi là một con dơi?" Tuy nhiên, chúng ta không có khả năng hỏi "cảm giác như thế nào khi là một cái máy nướng bánh mì?" Nagel kết luận rằng một con dơi dường như có ý thức (tức là có ý thức) nhưng một cái máy nướng bánh mì thì không.[117] Năm 2022, một kỹ sư của Google tuyên bố rằng chatbot AI của công ty, LaMDA, đã đạt được tri giác, mặc dù tuyên bố này bị nhiều chuyên gia khác tranh cãi.[118]
- tự nhận thức (self-awareness): Có ý thức về bản thân như một cá nhân riêng biệt, đặc biệt là có ý thức về suy nghĩ của chính mình. Điều này khác với chỉ đơn giản là "chủ đề của suy nghĩ" – một hệ điều hành hoặc trình gỡ lỗi có thể "tự nhận thức về chính nó" (tức là đại diện cho chính nó theo cùng cách nó đại diện cho mọi thứ khác) nhưng đó không phải là điều mà mọi người thường nghĩ khi họ sử dụng thuật ngữ "tự nhận thức".

Những đặc điểm này có khía cạnh đạo đức. Tri giác của AI sẽ làm dấy lên những lo ngại về phúc lợi và bảo vệ pháp lý, tương tự như động vật. Các khía cạnh khác của ý thức liên quan đến khả năng nhận thức cũng liên quan đến khái niệm về quyền của AI. Việc tìm ra cách tích hợp AI tiên tiến với các khuôn khổ pháp lý và xã hội hiện có là một vấn đề mới nổi.
Mối quan hệ giữa trí tuệ nhân tạo tổng quát và ý thức hiện tượng là chủ đề của cuộc tranh luận triết học đang diễn ra, đặc biệt giữa quan điểm của chủ nghĩa duy vật và chủ nghĩa duy tâm. Từ quan điểm của chủ nghĩa duy vật, ý thức nảy sinh từ các quá trình vật lý trong não. Đặc biệt, các nhà chủ nghĩa chức năng lập luận rằng việc tái tạo các cấu trúc và chức năng thần kinh nền tảng cho tâm trí con người sẽ tự nhiên tạo ra ý thức trong máy móc. Ngược lại, các nhà chủ nghĩa duy tâm cho rằng ý thức là cơ bản và không thể được giải thích hoàn toàn bằng các quá trình vật lý đơn thuần. Họ cho rằng ngay cả khi một trí tuệ nhân tạo tổng quát có thể bắt chước trí thông minh của con người, nó có thể không sở hữu ý thức thực sự trừ khi nó chia sẻ bản chất phi vật chất tạo nên trải nghiệm ý thức.

## Lợi ích
Trí tuệ nhân tạo tổng quát (AGI) có thể được sử dụng theo nhiều cách khác nhau. AGI có thể giúp giải quyết các vấn đề như nạn đói, nghèo đói và các vấn đề sức khỏe.
AGI có thể làm cho hầu hết các công việc trở nên năng suất và hiệu quả hơn. Ví dụ, trong y tế công cộng, AGI có thể tăng tốc nghiên cứu y khoa, đặc biệt chống lại ung thư. Nó có thể chăm sóc người cao tuổi, và cung cấp chẩn đoán y tế nhanh chóng, chất lượng cao cho mọi người. Nó có thể cung cấp giáo dục thú vị, giá rẻ và cá nhân hóa. Đối với hầu như bất kỳ công việc nào giúp ích cho xã hội, có thể sẽ tốt hơn nếu để AGI thực hiện. Nhu cầu làm việc để sống có thể biến mất nếu của cải tạo ra được chia sẻ công bằng. Điều này cũng đặt ra câu hỏi về vai trò của con người trong một xã hội tự động hóa cao.
AGI cũng có thể giúp chúng ta đưa ra quyết định hợp lý, dự đoán và ngăn chặn thảm họa. Nó có thể giúp chúng ta nhận được lợi ích từ các công nghệ tiềm ẩn nguy hiểm như công nghệ nano hoặc kỹ thuật khí hậu (climate engineering), trong khi tránh được các rủi ro liên quan. Nếu mục tiêu chính của AGI là ngăn chặn các thảm họa tồn vong như tuyệt chủng của loài người (có thể khó xảy ra nếu "Giả thuyết Thế giới Dễ tổn thương" (Vulnerable World Hypothesis) là đúng), vì vậy nên thực hiện các biện pháp để giảm đáng kể các rủi ro này trong khi giảm thiểu tác động của những biện pháp này lên chất lượng cuộc sống của chúng ta.

## Rủi ro

### Rủi ro hiện hữu
Trí tuệ nhân tạo tổng quát (AGI) có thể gây ra nhiều loại rủi ro hiện hữu, là những nguy cơ đe dọa "sự tuyệt chủng sớm của sự sống thông minh có nguồn gốc từ Trái Đất hoặc phá hủy hoàn toàn và vĩnh viễn tiềm năng phát triển tương lai tốt đẹp của nó". Nguy cơ AGI dẫn đến sự tuyệt chủng của con người đã được tranh luận nhiều, nhưng cũng có khả năng rằng sự phát triển của AGI sẽ dẫn đến một tương lai bị lỗi vĩnh viễn. Đặc biệt, nó có thể được sử dụng để duy trì và truyền bá các giá trị của những người phát triển nó. Nếu nhân loại vẫn còn những điểm mù đạo đức tương tự như chế độ nô lệ trong quá khứ, AGI có thể cố định những giá trị này, ngăn cản "tiến bộ đạo đức". Hơn nữa, AGI có thể tạo điều kiện cho việc giám sát hàng loạt và tuyên truyền, có thể được sử dụng để thiết lập một chế độ toàn trị ổn định trên toàn cầu. Ngoài ra, còn có nguy cơ đối với chính các máy móc. Nếu trong tương lai, "các máy móc có tri giác hoặc có thể đáng được xem xét về mặt đạo đức" được tạo ra hàng loạt, thì việc theo đuổi một con đường phát triển mà bỏ qua lợi ích và phúc lợi của chúng có thể là một thảm họa hiện hữu. Xét đến việc AGI có thể cải thiện tương lai của loài người và giúp giảm bớt các rủi ro hiện hữu khác, Toby Ord cho rằng những rủi ro hiện hữu này là "một lý do để tiến hành một cách thận trọng", chứ không phải để "bỏ rơi AI".

#### Nguy cơ mất kiểm soát và sự tuyệt chủng của con người
Lý thuyết rằng AI có thể gây ra rủi ro tồn vong cho con người và rằng rủi ro này cần được chú ý nhiều hơn là một chủ đề gây tranh cãi. Tuy nhiên, nhiều nhân vật nổi tiếng, các nhà nghiên cứu AI và CEO của các công ty AI như Elon Musk, Bill Gates, Geoffrey Hinton, Yoshua Bengio, Demis Hassabis và Sam Altman đã ủng hộ quan điểm này vào năm 2023.
Vào năm 2014, Stephen Hawking đã chỉ trích sự thờ ơ phổ biến:
| “ | Khi đứng trước những tương lai có thể mang lại lợi ích và rủi ro không thể tính toán, chắc chắn các chuyên gia đang làm mọi điều có thể để đảm bảo kết quả tốt nhất, đúng không? Sai. Nếu một nền văn minh ngoài hành tinh vượt trội gửi cho chúng ta một thông điệp nói rằng, 'Chúng tôi sẽ đến trong vài thập kỷ,' chúng ta có chỉ đơn giản trả lời, 'OK, gọi cho chúng tôi khi bạn đến đây – chúng tôi sẽ để đèn sáng và chờ?' Chắc là không – nhưng điều này gần như đang xảy ra với AI. | ” |

Số phận của loài người đôi khi được so sánh với số phận của loài khỉ bị đe dọa bởi các hoạt động của con người. So sánh này nói rằng trí thông minh cao hơn cho phép con người thống trị loài khỉ, làm cho chúng dễ bị tổn thương theo những cách mà chúng không thể lường trước. Kết quả là, loài khỉ đã trở thành một loài có nguy cơ tuyệt chủng, không phải vì ác ý, mà chỉ là hậu quả từ các hoạt động của con người.
Nhà phê bình Yann LeCun cho rằng AGI sẽ không có mong muốn thống trị con người và chúng ta nên cẩn thận không nhân hóa AI bằng cách suy diễn ý định của chúng như chúng ta làm với con người. Ông nói rằng con người sẽ không đủ "thông minh để thiết kế ra những cỗ máy siêu thông minh, nhưng lại quá ngớ ngẩn đến mức đưa ra những mục tiêu vô lý mà không có biện pháp an toàn." Ở chiều ngược lại, khái niệm "hội tụ công cụ" (instrumental convergence) cho thấy rằng bất kể mục tiêu của "tác nhân thông minh" (intelligent agent) là gì, chúng sẽ có lý do để cố gắng tồn tại và tìm cách nắm thêm quyền lực như các bước trung gian để đạt được mục tiêu. Điều này không yêu cầu phải có cảm xúc.
Nhiều học giả lo ngại về rủi ro tồn vong và ủng hộ việc nghiên cứu thêm để giải quyết "vấn đề kiểm soát AI" (AI alignment) nhằm trả lời câu hỏi: những loại biện pháp an toàn, thuật toán hoặc kiến trúc nào mà lập trình viên có thể triển khai để tối đa hóa khả năng rằng "AI cải tiến đệ quy" (recursively-improving AI) sẽ tiếp tục hoạt động một cách thân thiện thay vì trở nên phá hoại sau khi đạt đến siêu trí tuệ? Giải quyết vấn đề kiểm soát sẽ trở nên phức tạp bởi cuộc chạy đua vũ trang AI (có thể dẫn đến "cuộc chạy đua đến đáy" của các biện pháp an toàn để phát hành sản phẩm trước đối thủ cạnh tranh), và việc sử dụng AI trong các hệ thống vũ khí.
Lý thuyết, rằng AI có thể gây ra rủi ro tồn vong, cũng có những người phản đối. Những người hoài nghi thường cho rằng Trí tuệ nhân tạo tổng quát khó có thể xảy ra trong ngắn hạn, hoặc rằng lo ngại về AGI làm phân tán sự chú ý khỏi các vấn đề liên quan đến AI hiện tại. Cựu chuyên gia chống gian lận của Google Shuman Ghosemajumder cho rằng đối với nhiều người bên ngoài ngành công nghệ, các chatbot hiện tại và mô hình ngôn ngữ lớn (LLM) đã được xem như thể chúng là AGI, dẫn đến hiểu lầm và lo ngại nhiều hơn.
Những người hoài nghi đôi khi cho rằng lý thuyết này mang tính chất tôn giáo ngầm, với niềm tin phi lý về khả năng siêu trí tuệ thay thế niềm tin phi lý về một Chúa toàn năng. Một số nhà nghiên cứu tin rằng các chiến dịch truyền thông về rủi ro tồn vong của AI từ các nhóm AI như OpenAI, Anthropic, DeepMind và Conjecture có thể là nỗ lực để kiểm soát quy định và làm tăng sự quan tâm đến sản phẩm của họ.
Vào năm 2023, các CEO của Google DeepMind, OpenAI và Anthropic, cùng với các nhà lãnh đạo ngành và nhà nghiên cứu khác, đã ra một tuyên bố chung khẳng định rằng "Giảm thiểu rủi ro tuyệt chủng từ AI nên là ưu tiên toàn cầu, bên cạnh những rủi ro tầm cỡ xã hội khác như đại dịch và chiến tranh hạt nhân."

### Thất nghiệp hàng loạt
Các nhà nghiên cứu từ OpenAI ước tính rằng "80% lực lượng lao động Hoa Kỳ có thể bị ảnh hưởng ít nhất 10% trong các công việc của họ do sự xuất hiện của các mô hình ngôn ngữ lớn (LLM), trong khi khoảng 19% người lao động có thể thấy ít nhất 50% công việc của họ bị tác động". Họ cho rằng các công nhân văn phòng là đối tượng dễ bị ảnh hưởng nhất, chẳng hạn như các nhà toán học, kế toán hoặc nhà thiết kế web. Trí tuệ nhân tạo tổng quát (AGI) có thể có khả năng tự chủ tốt hơn, khả năng ra quyết định, kết nối với các công cụ máy tính khác, và thậm chí kiểm soát các cơ thể robot.
Theo Stephen Hawking, kết quả của tự động hóa đối với chất lượng cuộc sống sẽ phụ thuộc vào cách mà sự giàu có được phân phối:
| “ | Mọi người có thể tận hưởng một cuộc sống thư thái xa xỉ nếu tài sản do máy móc sản xuất được chia sẻ, hoặc hầu hết mọi người có thể trở nên nghèo khổ nếu các chủ sở hữu máy móc thành công trong việc vận động chống lại sự phân phối của cải. Cho đến nay, xu hướng có vẻ là theo lựa chọn thứ hai, với công nghệ thúc đẩy sự bất bình đẳng ngày càng tăng | ” |

Elon Musk cho rằng sự tự động hóa xã hội sẽ yêu cầu các chính phủ áp dụng thu nhập cơ bản vô điều kiện.